# Oval Money
Oval Money è un'azienda fintech che gestisce due brand Oval ed OvalX. 

## Storia
Oval Money LTD è nata come società italo-inglese fondata a Londra nel 2016 e registrata ufficialmente nel 2017, titolare dell'applicazione mobile Oval, che permette ai propri utenti di gestire il proprio denaro tramite strumenti legati al risparmio e agli investimenti, direttamente con il proprio smartphone.
I dati riportati dalla società indicano più di 250.000 utenti attivi e un risparmio medio raggiunto di 35 € a settimana per gli utenti che iniziano a utilizzare l’applicazione. Una joint venture di grandi gruppi industriali, tra cui Intesa Sanpaolo, hanno investito nella startup che conta oggi più di 40 dipendenti divisi tra due sedi, a Torino e Londra.
L’applicazione ha vinto nel 2016 il primo premio per il CheBanca! Italian Fintech Awards e per il B-Ventures 25x25 Fintech Awards, ed è stata annoverata tra le 22 startup emergenti vincitrici del premio nazionale ANGI nel 2017 per l’innovazione.
Nel 2020 Oval Money è entrata in crisi di liquidità ed è finita in amministrazione controllata, rimanendo tuttavia operativa. L’epilogo è avvenuto nel 2021 quando i suoi asset sono stati rilevati da Guru Capital (una società svizzera di private equity) con l'intenzione di integrarli in ETX Capital (un broker online, anch'esso acquistato l'anno precedente) per creare una banca in grado di tener fronte alla concorrenza.